# Карол Клос
Ка̀рол Клос (на полски: Karol Kłos) е полски волейболист, национален състезател от 2009 г. Играе на поста централен блокировач. Настоящият му клубен отбор е Скра Белхатов.